# تاریخ نقده
شهر نقده یکی از شهرهای تاریخی ایران در استان آذربایجان غربی است.

## تاریخ باستان

### تپه باستانی حسنلو
یکی از مهم‌ترین جاذبه‌های تاریخی شهرستان نقده، تپه حسنلو است که در اطراف این شهر قرار دارد و از آثار تاریخی باارزش ایران است. حسنلو، تپه ای بزرگ و دایره ای به قطر ۲۵۰ تا ۲۸۰ متر است که در بین دو روستای حسنلو و امین لو جای دارد و در پیرامون آن تپه‌های قدیمی دیگری هم به چشم می‌خورد. این‌طور که مشخصه اولین کسانی که بر روی این تپه زندگی می‌کردند قومی به اسم منائیان بودند. به گفته باستان شناسان در ۱۰ دورهٔ مختلف زمانی افرادی بر روی این تپه سکونت می‌کردند.

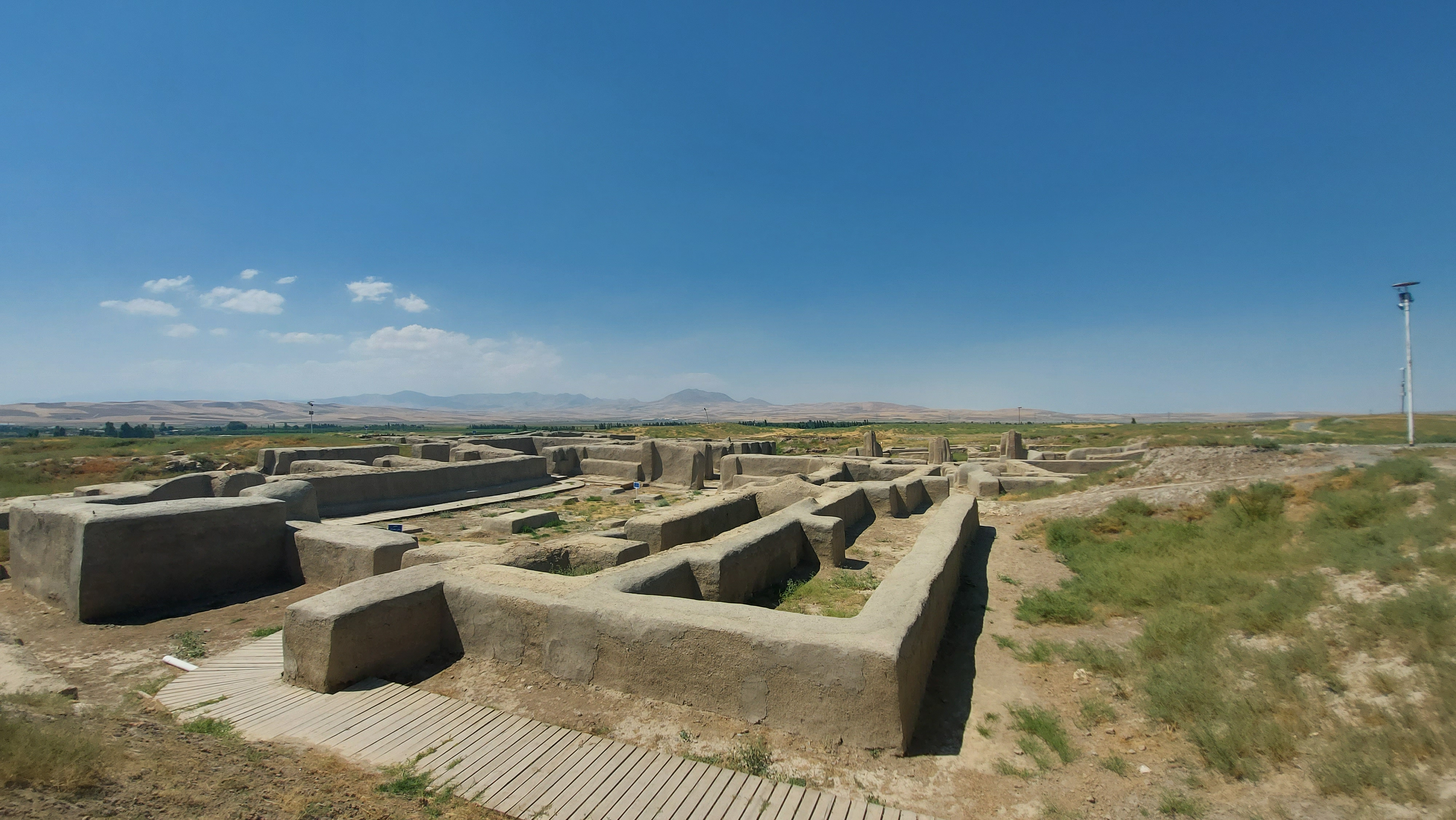
نمای ورودی تپه حسنلو

سکونت در این تپه ۱۰ دوره مختلف زمانی دارد که در میان آن‌ها دوره دهم از همه قدیمی تر است که در حدود ۶ هزار سال پیش از میلاد شروع شده‌است. از دوره‌های دهم، نهم و هشتم اطلاعات زیادی در دست نیست حال آنکه دربارهٔ دوره‌های هفتم تا اول اطلاعات بیشتری در دست است چون بر روی این تپه آثار بیشتری از این دوره‌ها پیدا شده‌است؛ مثلاً ظروف خاکستری سفالی کشف شده در این محل متعلق به دوره پنجم سکونت هستند و به نظر می‌آید که بناهای خشتی و گلی هم برای همین دوره باشد. از مهم‌ترین آثاری که از دوره چهارم سکونت به جای مانده بناهای سنگی است که اطلاعات زیادی را دربارهٔ آن دوره به دست می‌دهد. دوره سوم سکونت همزمان با حکومت مادها و دوره دوم سکونت همزمان با دوره پارت‌ها است. دوره اول هم مصادف با اواخر دوره ساسانی و اوایل اسلام است که امروز هیچ آثاری از آن دوره در حسنلو دیده نمی‌شود و همگی نابود شده‌اند. یکی از با اهمیت‌ترین دوره‌های سکونت بر روی تپه دوره چهارم است که اغلب بناهای سنگی متعلق به این دوره اند و تا به امروز بررسی‌های زیادی هم بر روی آن‌ها صورت گرفته‌است.

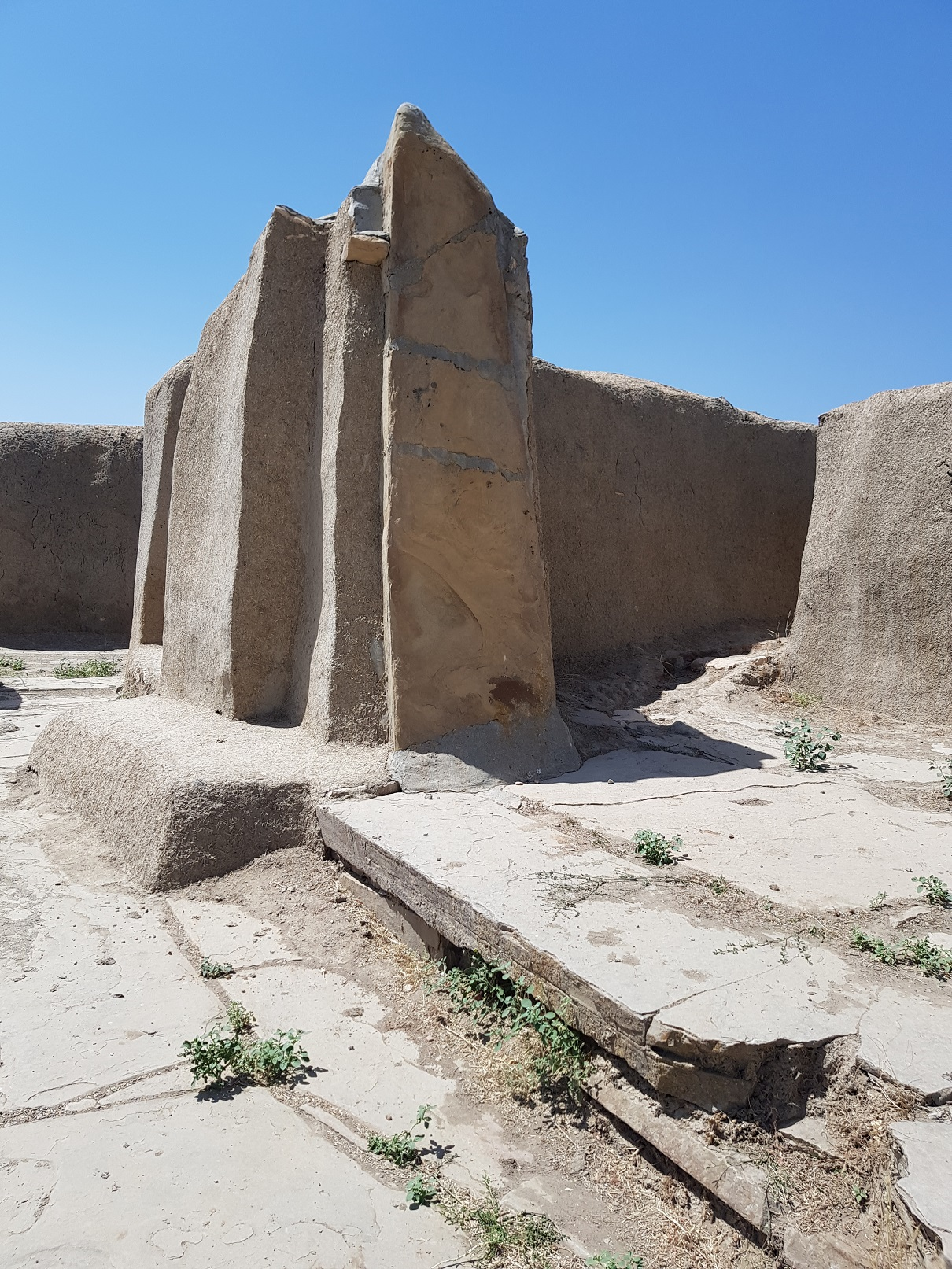
یکی از دیوارهای باستانی تپه حسنلو

بر روی این تپه قلعه ای مستحکم به چشم می‌خورد و در طی کندوکاوهایی که سال‌ها قبل صورت گرفت بخش‌هایی مثل اتاق‌ها، سالن‌ها، دیواری دفاعی و… پدیدار شدند. در نقطهٔ مرکزی این دژ حیاطی مرکزی به ابعاد ۲۹ در ۱۹ متر موجود است که البته اندازهٔ طول و عرض در همه جا برابر نیست. اگر نگاهی به سمت شرقی حیاط بیندازید تالاری بزرگ و چند انبار را می‌بینید در داخل تالار خمره‌هایی کشف شده که به نظر می‌رسد برای ذخیره آب به کار می‌رفتند. اولین تالاری که در این دژ درست شده همین تالار سمت شرقی است که به ترتیب ۱۶ و ۴ متر طول و عرض دارد. در مرکز این تالار در دو ردیف ۴ ستون را می‌بینید که فاصلهٔ ان‌ها از هم ۵ متر است.

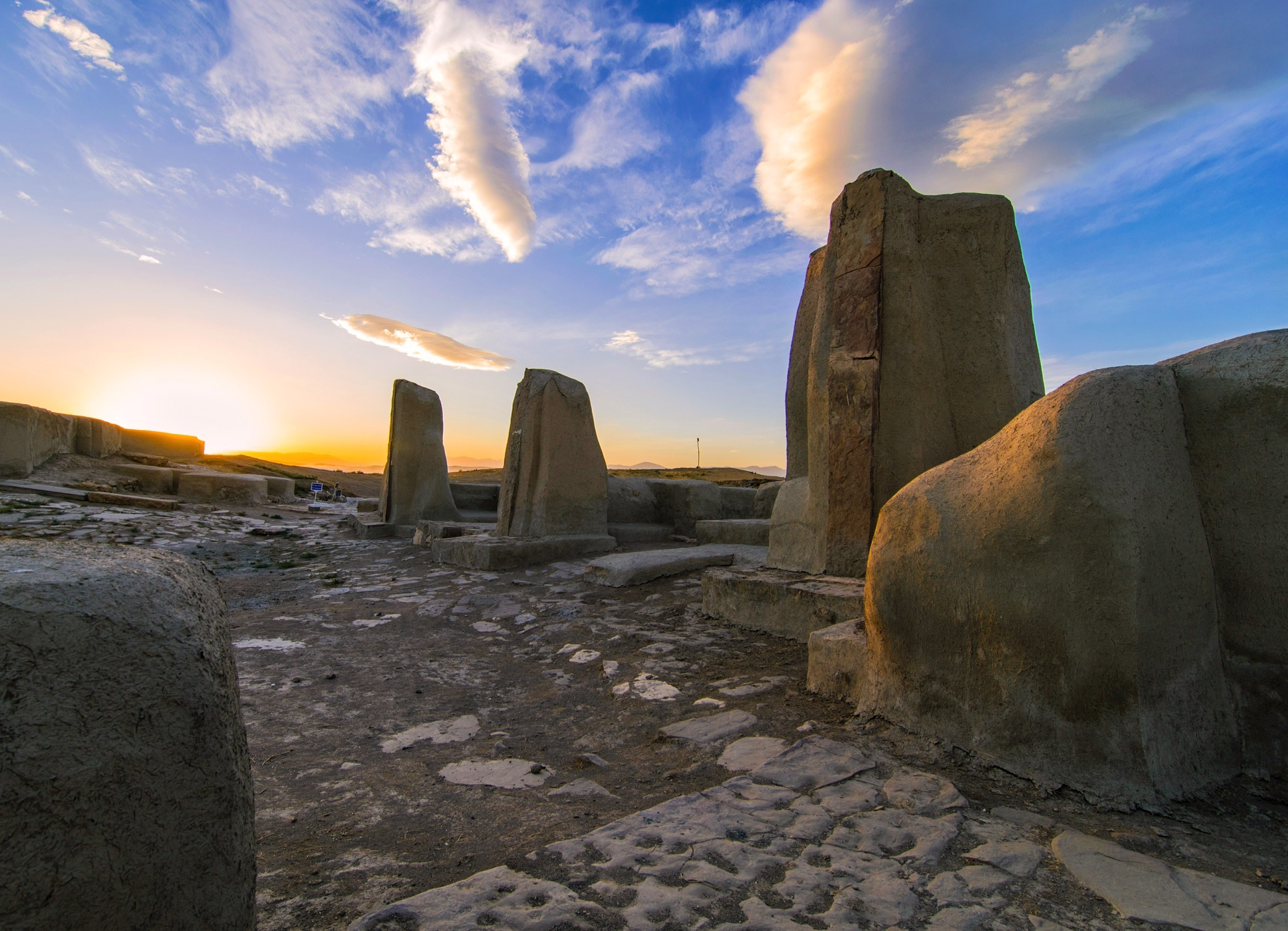
تصویری از ردیف چهار ستون

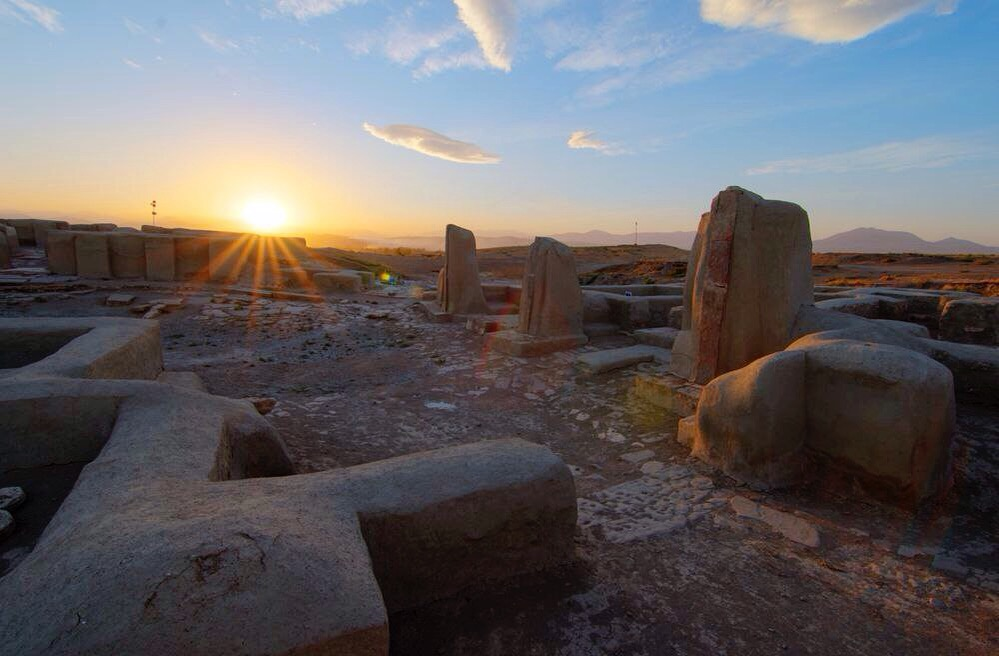
تصویری دیگر از چهار ستون

### جام زرین حسنلو
این جام در فروردین ماه سال ۱۳۳۷ به وسیلهٔ هیئت مشترک ایران و آمریکا در تپه حسنلو کشف شد. این جام در آغوش انسانی جای داشت که بر زمین افتاده بود و بر پشت او خنجری فروکرده بودند. نقوش این جام متنوع بوده و دارای ارزش هنری فراوان است. در ابداع نقوش این جام هنرمند سازنده آن احتمالاً از دو داستان کهن الهام گرفته‌است. یکی داستان مهر فراخ دشت است که بر گردونه‌ای سوار و همراه یارانش به جنگ دشمن می‌رود که پیمان شکنان را کیفر دهد. دیگری داستان پیروزی فریدون پیشدادی بر ضحاک ماردوش است که شاه فریدون به کمک کاوه آهنگر موفق می‌شود که بر ضحاک پیروز شده و خواهرانش را از اسارت او بیرون آورد.

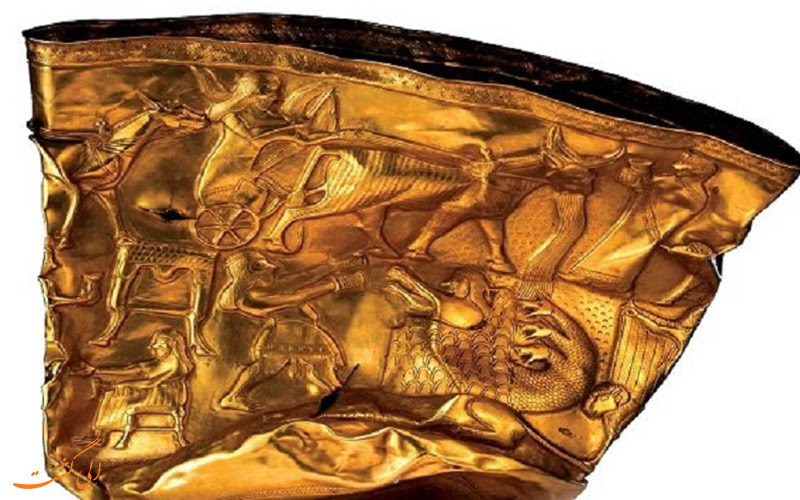
جام زرین حسنلو که در سال (۱۳۳۷) کشف و پیدا شد

#### نقش‌های نمادین روی جام
این اثر ۲۱ سانتی‌متر بلندی، ۲۵ سانتی‌متر قطر و ۹۵۰ گرم وزن دارد. بر روی جام نقش خدایگان سه‌گانه: خدای زمین، خدای آب و خدای خورشید حک شده‌است. نقش پهلوانی که با هیولا می‌جنگد، الهه‌ای ایستاده روی دو قوچ، نقش بدن انسان بر پشت یک پرنده و مطابقت صحنه‌ها با یک حماسه حوری از نقش‌های موجود بر روی این جام است.
سازمان میراث فرهنگی برای نخستین بار آن را در سال ۱۳۷۷ به نمایش عمومی گذاشت.

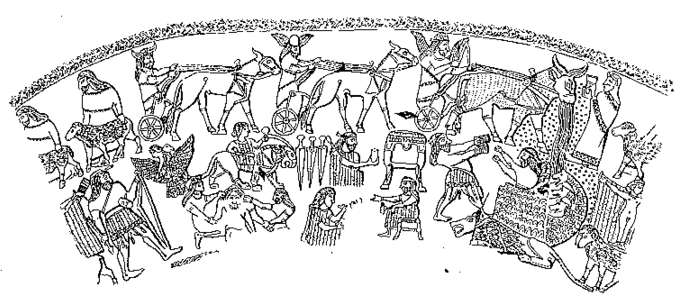
محتوای نمادین روی جام

بر روی بدنه این جام معروف، نقش‌های بسیاری حک شده‌است که احتمالاً داستانی حماسی را روایت می‌کند. در جلد اول کتاب کهن‌دیار که قسمتی از مجموعه آثار ایران باستان در موزه‌های بزرگ جهان را به تصویر کشیده‌است، در رابطه با این جام آمده‌است:
در ردیف بالایی، ایزدی بالدار سوار بر گردونه‌ای که یک گاونر آن را می‌کشد، به سوی کاهنی در حرکت است که جامی در دست دارد و در این حال از دهان گاو، رودی جاری است که احتمالاً نماد حیات و باروری محسوب می‌شود. در ردیف پایینی و زیر گردونه حیات، پهلوانی در حال نبرد با موجودی نیمه انسان و نیمه اژدها است. از تصاویر قلم زنی شده آن سوی جام می‌توان به ایزدهای شاخدار سوار بر ارابه، کاهنانی که در حال حمل قوچ‌های قربانی هستند، پهلوانی که گرز و کمان در دست دارد، مردی که در حال رام کردن شیر است و پدر و مادری که در حال بازی با کودک خردسالشان هستند، اشاره کرد.
این جام که در زیر اسکلت مردی یافته شده، ضربه خورده و کج است. کارشناسان بر این باورند که این مرد با در دست داشتن جام در حال فرار از دست سپاه مهاجمان بوده، و چون در حال فرار جانش را از دست داده جام در زیر فشار بدنش ضربه خورده و کج شده‌است. در حال حاضر این جام در موزه ایران باستان نگهداری می‌شود.

### تاریخچه حفاری در تپه حسنلو

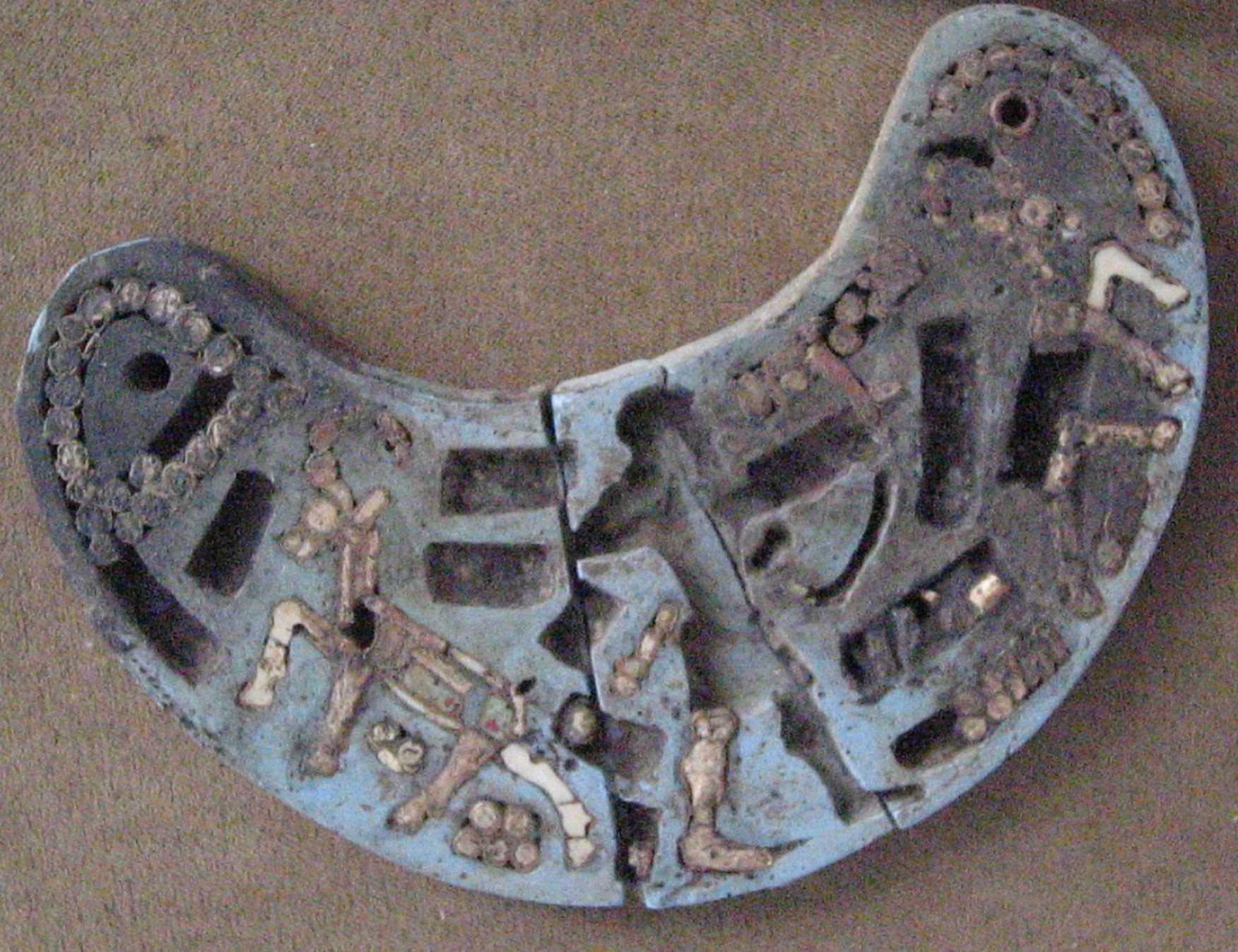
نشان هلالی‌شکل، آغاز هزاره یکم پیش از میلاد در حسنلو؛ موزه ملی ایران

حسنلو تپه بزرگ و مدوری به قطر تقریبی ۲۸۵ تا ۲۵۰ متر و ارتفاع ۲۰ متر از سطح رودخانه گادر است. این تپه بین دو دهکده امین‌لو و حسنلو از طرف مغرب و مشرق قرار گرفته‌است. ساکنین اولیه تپه حسنلو احتمالاً قوم منائیان بوده‌اند که تمدن وسیع و درخشانی از خود به یادگار گذارده‌اند. از اشیاء مکشوفه در این تپه چنین به نظر می‌رسد که آثار مفرغی آن‌ها کاملاً قابل مقایسه با آثار مفرغی لرستان یعنی قوم کاسی است و شاید خویشاوندی میان این دو قوم موجود باشد. از قوم مناعی و محل سکونت آن‌ها که سرزمین‌های جنوبی دریاچه ارومیه بوده‌است یادی در تورات شده‌است. قوم مناعی را قوم «مان» هم گفته‌اند.
تپه حسنلو ابتدا به وسیلهٔ یک هیئت تجاری ایرانی در سال ۱۳۱۳ خورشیدی کاوش شد و در سال ۱۳۱۵ به وسیلهٔ سر اورل اشتین دانشمند انگلیسی چندین گمانه در آن زده شد و مقداری هم اشیاء بدست آمد. در سال ۱۳۲۶ یک کاوش تجارتی به وسیلهٔ آقای فرهادی انجام گرفت و آقای محمود راد بازرس فنی این حفاری بود. در سال ۱۳۲۸ از طرف اداره کل باستانشناسی آقای مهندس علی حاکمی به اتفاق آقای محمود راد مأمور کاوش علمی در این تپه باستانی شدند. مقدار زیادی از اشیاء حسنلو که امروزه در موزه ایران باستان دیده می‌شود به وسیلهٔ این هیئت علمی به موزه تهران آورده شده‌است. ضمناً گزارش این حفاری به وسیلهٔ هیئت مزبور در جلد اول گزارشهای باستان‌شناسی در شهریور ماه ۱۳۲۹ چاپ شده‌است.
در سال ۱۳۳۴ شمسی یک هیئت مشترک ایرانی و آمریکایی به ریاست پروفسور رابرت اچ. دایسون در تپه حسنلو مشغول کاوش شدند. این حفاری در سال‌های بعد هم ادامه یافت.
بالاخره روز پنجشنبه ۲۳ فروردین ماه سال ۱۳۳۷ هیئت مشترک ایران و آمریکا ضمن حفاری در این تپه موفق به کشف جام طلای حسنلو شد. بازرس فنی و نماینده ایرانی هیئت در آن هنگام علی اکبر اصغریان بود. از آن پس مرتباً این تپه به وسیلهٔ هیئت مشترک ایران و آمریکا حفاری شده و هنوز هم ادامه دارد (ولی تاکنون کتاب مستقلی در این باره از طرف دکتر دایسون به چاپ نرسیده‌است).
در تابستان سال‌های ۴۹–۵۱ غلام‌رضا معصومی بازرس فنی این هیئت بود.
حفاری تپه حسنلو یک حفاری کاملاً علمی است. برای اینکه تپه را حفاری کنند ابتدا سطح آن را به مربع‌های متعدد به ابعاد ۵*۵ متر مربع تقسیم کرده‌اند و سپس در یک سوی جدول حاصله از اعداد و در سوی دیگر از حروف الفبای انگلیسی استفاده کرده‌اند. پس از اینکه ۲۶ حرف الفبای انگلیسی برای ۲۶ ترانشه در کنار هم نام‌گزاری شده‌است برای بار دوم این حروف تکرار شده‌است مانند حروف AA و BB و CC و DD و EE هرکدام برای یک ردیف ترانشه مورد استفاده قرار گرفته‌اند. با این کار محل دقیق هر ترانشه و هر شیئی یافت شده از آن ترانشه به خوبی روشن می‌گردد.

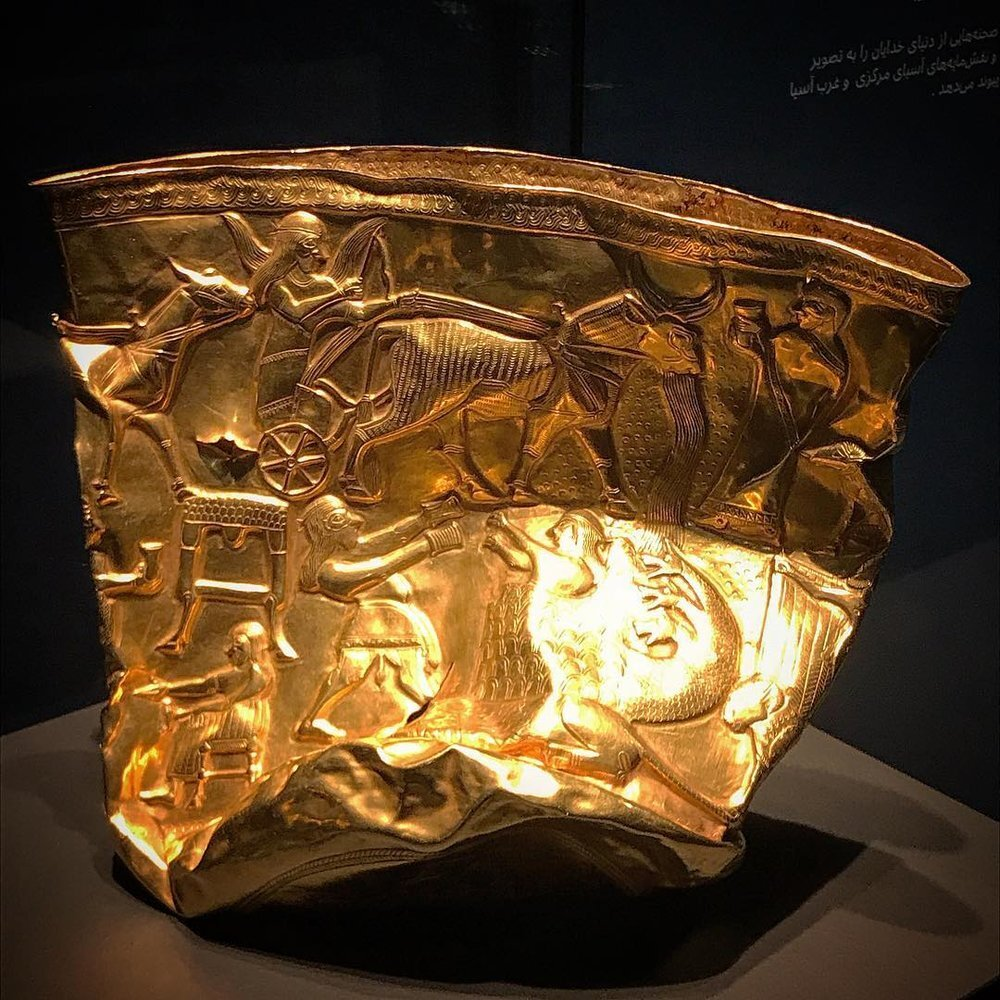
جام طلای حسنلو

در سال‌های اول حفاری، هیئت مشترک ایران و آمریکا در ترانشه‌های مختلف این تپه حسنلوکار کرد و تقریباً محل مناسبی را برای کار دائمی هر ساله خود پیدا نمود. در همین سال‌ها بود که به ساختمان‌های سوخته دوره چهارم سکونت در حسنلو برخورد شد و اثرات سوختگی و شواهدی که این آتش‌سوزی را ثابت می‌کرد یکی پس از دیگری روشن شد. در سال‌های اول حفاری، هیئت برای پیدا کردن ارتفاع خاک تشکیل دهنده تمدن‌های مختلف در مراحل دهگانه سکونت در حسنلو اقدام به حفر چاهی در مرکز تپه و تقریباً در پست‌ترین قسمت تپه نمود. این چاه به عمق ۵٫۱۶ بود که درآن جام زرین حسنلو را کشف کردند.

### عشاق حسنلو

تصویری از عشاق حسنلو که در موزهٔ پن (موزهٔ دانشگاه پنسیلوانیا) به نمایش گذاشته شده‌است.

عشاق حسنلو، نامی است که بر روی اسکلت دو انسان نهاده‌اند که در سال ۱۹۷۲ میلادی در تپه حسنلو کشف شد. تخمین می‌زنند که این دو اسکلت متعلق به ۸۰۰ سال پیش از میلاد هستند و چنان در کنار هم قرار گرفته‌اند که به نظر می‌رسد پیش از مرگ، یکدیگر را می‌بوسیده‌اند. و به نظر می‌رسد که هر دو زن و مرد هستند.
تصویر نشان می‌دهد که دو اسکلت به ظاهر یکدیگر را در آغوش گرفته‌اند و عکاس آن را با عنوان عشاق حسنلو یا بوسه ۲۸۰۰ ساله ثبت کرده‌است. جنسیت اسکلت سمت چپ زن است و اسکلت سمت راست مرد است.
در قبر آنها بجز تخته سنگی که زیر سر آنها قرار دارد چیز دیگری وجود ندارد.

### تپه‌های دیگر، اطراف حسنلو
تپه‌های باستانی زیادی پیرامون تپه حسنلو را فرا گرفته‌اند، و گویا هنگام آبادی حسنلو و تمدن عظیمش تمدن‌های دیگری نیز با این تپه در تماس بوده‌اند و هم دوره تمدن حسنلو به وجود آمده‌اند. می‌توان گفت در اطراف تپه حسنلو، به‌طور تقریبی ۱۴ تپه باستانی شناسایی شده‌است که نشان از آبادانی، آب و هوای مناسب و رشد فرهنگی انسان‌های روزگار کهن در این ناحیه می‌دهد.
وجود تپه‌های باستانی دیگر چنین می‌رساند که اقوام ساکن در حسنلو با اقوام ساکن در تپه‌های اطرافش از یک تیره بوده و با هم داد و ستد و رابطه داشته‌اند. تپه‌های اطراف حسنلو عبارتند از:
تپه باستانی پسدلی در شمال شرقی حسنلو (واقع در دهکده شیخ احمد)، تپه بارانی در جنوب حسنلو (واقع در دهکده بارانی‌عجم)، تپه حاج فیروز در جنوب حسنلو (واقع در دهکده حاج فیروز)، تپه باستانی تابیه در جنوب غربی حسنلو (واقع در دهکده تابیه)، عقرب تپه در مغرب حسنلو (واقع در دهکده دلمه)، تپه کوئیک در شمال غربی حسنلو (واقع در دهکده کوئیک)، تپه دلنچی ارخی در شمال غربی حسنلو (واقع در دهکده دلنجی ارخی)، تپه باستانی قلات در مغرب حسنلو (واقع در دهکده قلات)، تپه باستانی میرآوا= میرآباد در مغرب حسنلو (واقع در دهکده میرآباد)، تپه باستانی دیگر به نام ساخسی تپه در جنوب حسنلو (واقع در دهکده ساخسی‌تپه)، تپه نظام آباد در جنوب شرقی حسنلو (واقع در دهکده نظام آباد)، تپه مملو در جنوب شرقی حسنلو (واقع در دهکده مملو)، تپه محمدشاه در مشرق حسنلو (واقع در دهکده محمدشاه)، تپه گرخانه در مشرق حسنلو (واقع در دهکده گرخانه)، کلیه تپه‌های یاد شده به فاصله‌های مختلف از یکدیگر و به فاصله شعاعی ۲ کیلومتر تا ۱۵ کیلومتر از تپه حسنلو قرار گرفته‌اند.

## تاریخ معاصر

#### جنگ نقده
یکی از مهم‌ترین وقایعی که بعد از وقوع انقلاب سال ۵۷ در غرب ایران به وقوع پیوست، جنگ نقده بود. ریشه این جنگ به اختلافات بین حزب دموکرات کردستان و حکومت تازه‌کار جمهوری اسلامی بر سر میزان اختیارات دولت مرکزی در اداره مناطق کرد زبان در غرب و کردستان ایران بود. مدتی بعد از سرنگونی حکومت پهلوی و روی کار آمدن دولت موقت در تهران، عبدالرحمان قاسملو دبیرکل حزب دموکرات کردستان خواهان خودمختاری مناطق کرد زبان و استقلال در امور داخلی مناطق کردنشین شد و سپس با مخالفت‌های متعدد از سوی دولت مرکزی، نیروهای حزب دموکرات چندین پادگان در آذربایجان غربی و کردستان را به تصرف خود درآوردند.
در ادامه کشاکش احزاب کرد و حکومت تازه‌کار در تاریخ ۳۱ فروردین سال ۱۳۵۸ حزب دموکرات در ادامه میتینگ‌های سیاسی‌اش که به تازگی در سنندج و مهاباد نیز برگزار کرده بود اعلام کرد که تصمیم دارد یک گردهمایی و میتینگ سیاسی نیز در شهر نقده برگزار کند. با وجود مخالفت بزرگان ترک و حتی کرد شهر نقده از جمله امام جمعه اهل سنت و امام جمعه اهل تشیع شهر با برگزاری این میتینگ در بخش‌های ترک‌زبان شهر و پیشنهاد محل دیگری در بخش‌های کردنشین نقده، این گردهمایی در ورزشگاه فوتبال شهر نقده برگزار شده و ضمن دعوت از ریش سفیدان و معتمدین هر دو گروه کرد و ترک نقده‌ای، حامیان حزب دموکرات از شهر نقده و دیگر شهرهای اطراف در آن دور هم جمع شدند.
به گواه شاهدین درحالی که میتینگ در حال شروع بود از بیرون از ورزشگاه صدای شلیک چند تیرهوایی شنیده شده و به دنبال نگرانی‌ها و ناآرامی‌های به پا شده در ورزشگاه، مشارکت‌کنندگان در مراسم برای فرار به سمت درهای استادیوم یورش بردند و ظرف چند ساعت آشوب و درگیری به خیابان‌ها و میدان‌های شهر نقده کشیده شد. در یک سوی این جنگ شهری حزب دموکرات قرار داشت و در سوی دیگر آن مخالفان این حزب و حامیان حکومت حضور داشتند. در نهایت بعد از سه روز درگیری میان طرفین و امضای صلح‌نامه‌ای، نیروهای مسلح شهر را ترک کردند و سپس با ورود نیروهای ارتش به این شهر، جنگ نقده به پایان رسید.
جنگ سه روزه نقده که موجب کشته شدن ده‌ها نفر و آوارگی صدها تن از مردم این شهر شده بود، به نوعی نخستین رویارویی جدی احزاب کرد با حکومت مرکزی بود که بعدها در دیگر مناطق دارای جمعیت کرد در غرب ایران نیز ادامه یافت و موجب کشتار بسیاری از افراد غیرنظامی و مهاجرت اهالی بومی به استان‌های دیگر و حتی خارج از ایران شد.
تاکنون هیچ‌کدام از طرفین ماجرا که در شروع یا ادامه جنگ خونین نقده و عواقب آن تصمیم‌گیرنده بودند مسئولیت آن یا بخشی از آن را بر عهده نگرفته و حاکمیت ایران نیز در صدد جبران خسارات و دلجویی از شهروندان و خانواده‌های کشته‌شدگان این جنگ سه روزه بر نیامده است.